# NHL Entry Draft 2006

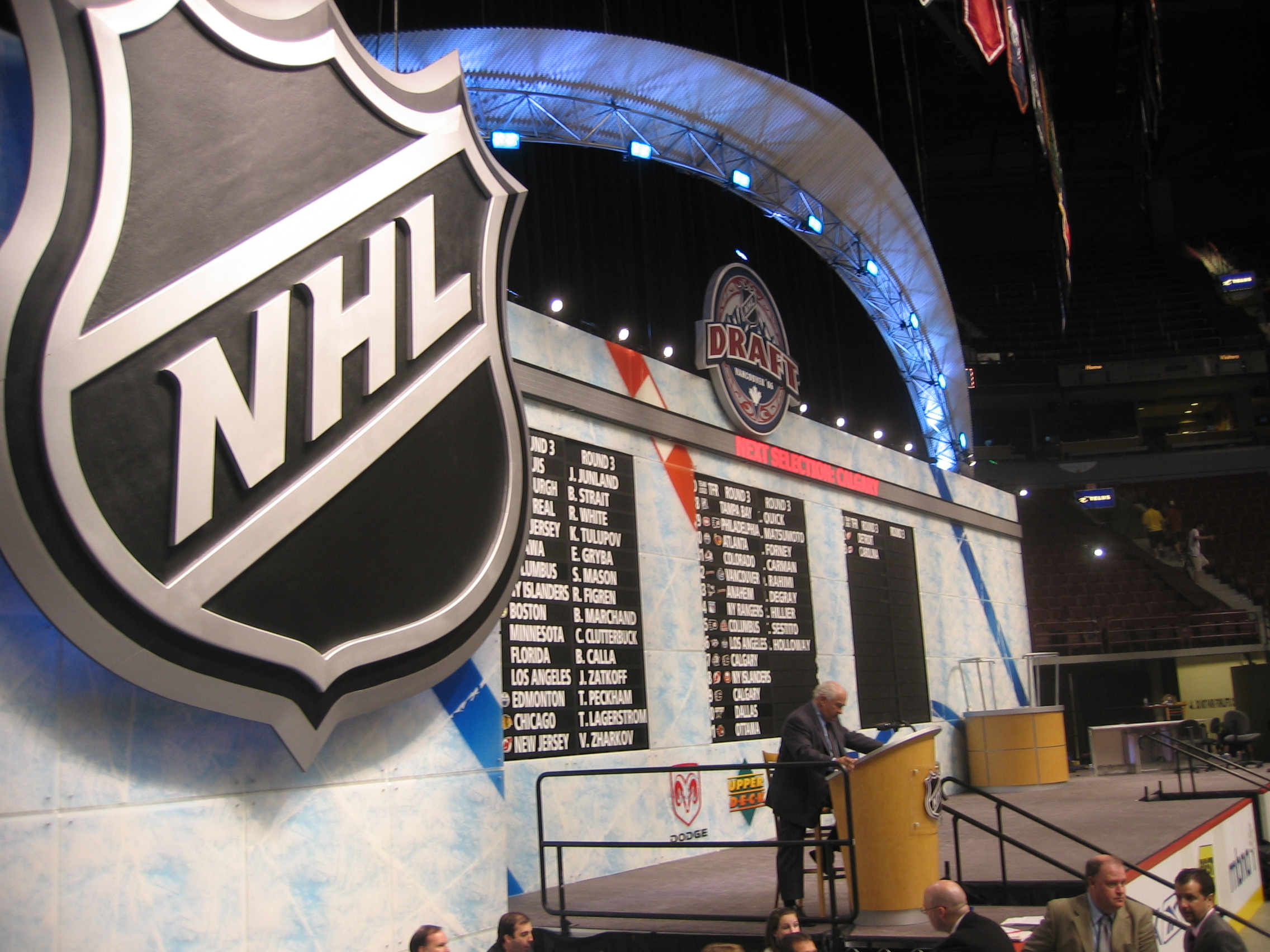
Scena podczas wyborów.

NHL Entry Draft 2006 był 44. draftem NHL w historii. Odbył się w dniu 24 czerwca w General Motors Place w Vancouver. Rozlosowano 7 rund. Z numerem 1 został wydraftowany Amerykanin Erik Johnson do St. Louis Blues.

## Ranking skautów
| Ameryka Północna | Europa |
| --- | --- |
| Zawodnicy z pola 1. Erik Johnson 2. Jordan Staal 3. Jonathan Toews 4. Phil Kessel 5. Derick Brassard 6. Peter Mueller 7. Bryan Little 8. Chris Stewart 9. James Sheppard 10. Cory Emmerton Bramkarze 1. Jonathan Bernier 2. Leland Irving 3. Jeff Zatkoff | Zawodnicy z pola 1. Nicklas Bäckström 2. Michael Frolík 3. Jiří Tlustý 4. Jurij Aleksandrow 5. Tomáš Káňa 6. Artiom Anisimow 7. Aleksandr Wasiunow 8. Patrik Berglund 9. Andriej Popow 10. Jonas Ahnelov Bramkarze 1. Jhonas Enroth 2. Siemion Warłamow 3. Reto Berra |

## Draft 2006

### Runda 1
| #  | Zawodnik              | Narodowość | Drużyna NHL                                  | Klub macierzysty                            |
| -- | --------------------- | ---------- | -------------------------------------------- | ------------------------------------------- |
| 1  | Erik Johnson (D)      | USA        | St. Louis Blues                              | US National Team Development Program (NAHL) |
| 2  | Jordan Staal (C)      | Kanada     | Pittsburgh Penguins                          | Peterborough Petes (OHL)                    |
| 3  | Jonathan Toews (C/W)  | Kanada     | Chicago Blackhawks                           | University of North Dakota (NCAA)           |
| 4  | Nicklas Bäckström (C) | Szwecja    | Washington Capitals                          | Brynäs IF Gävle                             |
| 5  | Phil Kessel (C/RW)    | USA        | Boston Bruins                                | Uniwersytet Minnesoty (NCAA)                |
| 6  | Derick Brassard (C)   | Kanada     | Columbus Blue Jackets                        | Drummondville Voltigeurs (QMJHL)            |
| 7  | Kyle Okposo (RW)      | USA        | New York Islanders                           | Des Moines Buccaneers (USHL)                |
| 8  | Peter Mueller (C)     | USA        | Phoenix Coyotes                              | Everett Silvertips (WHL)                    |
| 9  | James Sheppard (C/LW) | Kanada     | Minnesota Wild                               | Cape Breton Screaming Eagles (QMJHL)        |
| 10 | Michael Frolík (RW)   | Czechy     | Florida Panthers                             | HC Kladno                                   |
| 11 | Jonathan Bernier (G)  | Kanada     | Los Angeles Kings                            | Lewiston Maineiacs (QMJHL)                  |
| 12 | Bryan Little (C)      | Kanada     | Atlanta Thrashers                            | Barrie Colts (OHL)                          |
| 13 | Jiří Tlustý (LW)      | Czechy     | Toronto Maple Leafs                          | HC Kladno                                   |
| 14 | Michael Grabner (RW)  | Austria    | Vancouver Canucks                            | Spokane Chiefs (WHL)                        |
| 15 | Riku Helenius (G)     | Finlandia  | Tampa Bay Lightning                          | Tampereen Ilves                             |
| 16 | Ty Wishart (D)        | Kanada     | San Jose Sharks (z Montrealu)                | Prince George Cougars (WHL)                 |
| 17 | Trevor Lewis (C)      | USA        | Los Angeles Kings (z Edmonton via Minnesota) | Des Moines Buccaneers (USHL)                |
| 18 | Chris Stewart (RW)    | Kanada     | Colorado Avalanche                           | Kingston Frontenacs (OHL)                   |
| 19 | Mark Mitera (D)       | USA        | Anaheim Ducks                                | Uniwersytet Michigan (NCAA)                 |
| 20 | David Fischer (D)     | USA        | Montreal Canadiens (z San Jose)              | Apple Valley High School (USHS-MN)          |
| 21 | Bobby Sanguinetti (D) | USA        | New York Rangers                             | Owen Sound Attack (OHL)                     |
| 22 | Claude Giroux (RW)    | Kanada     | Philadelphia Flyers                          | Gatineau Olympiques (QMJHL)                 |
| 23 | Siemion Warłamow (G)  | Rosja      | Washington Capitals (z Nashville)            | Łokomotiw Jarosław                          |
| 24 | Dennis Persson (D)    | Szwecja    | Buffalo Sabres                               | VIK Västerås HK                             |
| 25 | Patrik Berglund (C)   | Szwecja    | St. Louis Blues (z New Jersey)               | VIK Västerås HK                             |
| 26 | Leland Irving (G)     | Kanada     | Calgary Flames                               | Everett Silvertips (WHL)                    |
| 27 | Iwan Wiszniewski (D)  | Rosja      | Dallas Stars                                 | Rouyn-Noranda Huskies (QMJHL)               |
| 28 | Nick Foligno (LW)     | USA        | Ottawa Senators                              | Sudbury Wolves (OHL)                        |
| 29 | Chris Summers (D)     | USA        | Phoenix Coyotes (z Detroit)                  | US National Team Development Program (NAHL) |
| 30 | Matt Corrente (D)     | Kanada     | New Jersey Devils (z Caroliny via St. Louis) | Saginaw Spirit (OHL)                        |

### Runda 2
| #  | Zawodnik                | Narodowość | Drużyna NHL                                                | Klub macierzysty                            |
| -- | ----------------------- | ---------- | ---------------------------------------------------------- | ------------------------------------------- |
| 31 | Tomáš Káňa (C)          | Czechy     | St. Louis Blues                                            | HC Vítkovice                                |
| 32 | Carl Sneep (D)          | USA        | Pittsburgh Penguins                                        | Brainerd (USHS-MN)                          |
| 33 | Igor Makarow (RW)       | Rosja      | Chicago Blackhawks                                         | Krylja Sowietow Moskwa                      |
| 34 | Michal Neuvirth (G)     | Czechy     | Washington Capitals                                        | Sparta Praga                                |
| 35 | Francois Bouchard (RW)  | Kanada     | Washington Capitals (z Bostonu)                            | Baie-Comeau Drakkar (QMJHL)                 |
| 36 | Jamie McGinn (LW)       | Kanada     | San Jose Sharks (z Columbus)                               | Ottawa 67’s (OHL)                           |
| 37 | Jurij Aleksandrow (D)   | Rosja      | Boston Bruins                                              | Siewierstal Czerepowiec                     |
| 38 | Bryce Swan (RW)         | Kanada     | Anaheim Ducks (z New York Islanders via Vancouver)         | Halifax Mooseheads (QMJHL)                  |
| 39 | Andreas Nödl (RW)       | Austria    | Philadelphia Flyers (z Phoenix)                            | Sioux Falls (USHL)                          |
| 40 | Ondřej Fiala (C)        | Czechy     | Minnesota Wild                                             | Everett Silvertips (WHL)                    |
| 41 | Cory Emmerton (C/LW)    | Kanada     | Detroit Red Wings (z Phoenix via Florida i Philadelphia)   | Kingston Frontenacs (OHL)                   |
| 42 | Michael Ratchuk (D)     | USA        | Philadelphia Flyers (z Los Angeles)                        | US National Team Development Program (NAHL) |
| 43 | Riley Holzapfel (C)     | Kanada     | Atlanta Thrashers                                          | Moose Jaw Warriors (WHL)                    |
| 44 | Nikołaj Kulomin (W)     | Rosja      | Toronto Maple Leafs                                        | Metallurg Magnitogorsk                      |
| 45 | Jeff Petry (D)          | USA        | Edmonton Oilers                                            | Des Moines Buccaneers (USHL)                |
| 46 | Jhonas Enroth (G)       | Szwecja    | Buffalo Sabres (z Vancouver)                               | Södertälje SK                               |
| 47 | Shawn Matthias (C)      | Kanada     | Detroit Red Wings (z Phoenix via Tampa Bay i Philadelphia) | Belleville Bulls (OHL)                      |
| 48 | Joe Ryan (D)            | USA        | Los Angeles Kings                                          | Quebec Remparts (QMJHL)                     |
| 49 | Ben Maxwell (C)         | Kanada     | Montreal Canadiens                                         | Kootenay Ice (WHL)                          |
| 50 | Milan Lucic (LW)        | Kanada     | Boston Bruins (z Edmonton)                                 | Vancouver Giants (WHL)                      |
| 51 | Nigel Williams (D)      | USA        | Colorado Avalanche                                         | US National Team Development Program (NAHL) |
| 52 | Keith Seabrook (D)      | Kanada     | Washington Capitals (z Anaheim)                            | Burnaby Express (BCHL)                      |
| 53 | Mathieu Carle (D)       | Kanada     | Montreal Canadiens (z San Jose)                            | Acadie-Bathurst Titan (QMJHL)               |
| 54 | Artiom Anisimow (C)     | Rosja      | New York Rangers                                           | Lokomotiw Jarosław                          |
| 55 | Dienis Bodrow (D)       | Rosja      | Philadelphia Flyers                                        | Łada Togliatti                              |
| 56 | Blake Geoffrion (LW)    | USA        | Nashville Predators                                        | US National Team Development Program (NAHL) |
| 57 | Mike Weber (D)          | USA        | Buffalo Sabres                                             | Windsor Spitfires (OHL)                     |
| 58 | Aleksandr Wasiunow (LW) | Rosja      | New Jersey Devils                                          | Łokomotiw Jarosław                          |
| 59 | Codey Burki (C)         | Kanada     | Colorado Avalanche (z Calgary)                             | Brandon Wheat Kings (WHL)                   |
| 60 | Jesse Joensuu (W)       | Finlandia  | New York Islanders (z Dallas)                              | Porin Ässät                                 |
| 61 | Simon Danis-Pepin (D)   | Kanada     | Chicago Blackhawks (z Ottawy)                              | University of Maine (NCAA)                  |
| 62 | Dick Axelsson (W)       | Szwecja    | Detroit Red Wings                                          | Huddinge IK                                 |
| 63 | Jamie McBain (D)        | USA        | Carolina Hurricanes                                        | US National Team Development Program (NAHL) |

### Runda 3
| #  | Zawodnik               | Narodowość | Drużyna NHL                                           | Klub macierzysty                            |
| -- | ---------------------- | ---------- | ----------------------------------------------------- | ------------------------------------------- |
| 64 | Jonas Junland (D)      | Szwecja    | St. Louis Blues                                       | Linköpings HC                               |
| 65 | Brian Strait (D)       | USA        | Pittsburgh Penguins                                   | US National Team Development Program (NAHL) |
| 66 | Ryan White (C)         | Kanada     | Montreal Canadiens (z Chicago)                        | Calgary Hitmen (WHL)                        |
| 67 | Kiriłł Tułupow (D)     | Rosja      | New Jersey Devils (z Washingtonu)                     | Nieftianik Almietjewsk                      |
| 68 | Eric Gryba (D)         | Kanada     | Ottawa Senators (z Boston)                            | Green Bay Gamblers (USHL)                   |
| 69 | Steve Mason (G)        | Kanada     | Columbus Blue Jackets                                 | London Knights (OHL)                        |
| 70 | Robin Figren (W)       | Szwecja    | New York Islanders                                    | Frölunda HC                                 |
| 71 | Brad Marchand (C)      | Kanada     | Boston Bruins (z Phoenix)                             | Moncton Wildcats (QMJHL)                    |
| 72 | Cal Clutterbuck (RW)   | Kanada     | Minnesota Wild                                        | Oshawa Generals (OHL)                       |
| 73 | Brady Calla (RW)       | Kanada     | Florida Panthers                                      | Everett Silvertips (WHL)                    |
| 74 | Jeff Zatkoff (G)       | USA        | Los Angeles Kings                                     | Miami University (NCAA)                     |
| 75 | Theo Peckham (D)       | Kanada     | Edmonton Oilers (z Atlanty)                           | Owen Sound Attack (OHL)                     |
| 76 | Tony Lagerstrom (C)    | Szwecja    | Chicago Blackhawks (z Toronto)                        | Södertälje SK                               |
| 77 | Władimir Żarkow (RW)   | Rosja      | New Jersey Devils (z Vancouver)                       | CSKA Moskwa                                 |
| 78 | Kevin Quick (D)        | USA        | Tampa Bay Lightning                                   | Salisbury (USHS-CN)                         |
| 79 | Jonathon Matsumoto (C) | Kanada     | Philadelphia Flyers (z Montrealu)                     | Bowling Green University (NCAA)             |
| 80 | Michael Forney (LW)    | USA        | Atlanta Thrashers (z Edmonton)                        | Thief River Falls (USHS-MN)                 |
| 81 | Michael Carman (C)     | USA        | Colorado Avalanche                                    | US National Team Development Program (NAHL) |
| 82 | Daniel Rahimi (D)      | Szwecja    | Vancouver Canucks (z Anaheim)                         | IF Björklöven                               |
| 83 | John de Gray (D)       | Kanada     | Anaheim Ducks (z San Jose)                            | Brampton Battalion (OHL)                    |
| 84 | Ryan Hillier (LW)      | Kanada     | New York Rangers                                      | Halifax Mooseheads (QMJHL)                  |
| 85 | Tommy Sestito (LW)     | USA        | Columbus Blue Jackets (z San Jose via Philadelphia)   | Plymouth Whalers (OHL)                      |
| 86 | Bud Holloway (C/RW)    | Kanada     | Los Angeles Kings (z Nashville)                       | Seattle Thunderbirds (WHL)                  |
| 87 | John Armstrong (C/RW)  | Kanada     | Calgary Flames (z Buffalo)                            | Plymouth Whalers (OHL)                      |
| 88 | Jonas Ahnelöv (D)      | Szwecja    | Phoenix Coyotes (z New York Islanders via New Jersey) | Frölunda HC                                 |
| 89 | Aaron Marvin (C/W)     | USA        | Calgary Flames                                        | Warroad (USHS-MN)                           |
| 90 | Aaron Snow (LW)        | Kanada     | Dallas Stars                                          | Brampton Battalion (OHL)                    |
| 91 | Kaspars Daugaviņš (LW) | Łotwa      | Ottawa Senators                                       | HK Riga 2000                                |
| 92 | Daniel Larsson (G)     | Szwecja    | Detroit Red Wings                                     | Hammarby Hockey                             |
| 93 | Harrison Reed (RW)     | Kanada     | Carolina Hurricanes                                   | Sarnia Sting (OHL)                          |

### Runda 4
| #   | Zawodnik               | Narodowość | Drużyna NHL                            | Klub macierzysty                                     |
| --- | ---------------------- | ---------- | -------------------------------------- | ---------------------------------------------------- |
| 94  | Ryan Turek (C)         | USA        | St. Louis Blues                        | Omaha Lancers (USHL)                                 |
| 95  | Ben Shutron (D)        | Kanada     | Chicago Blackhawks (z Pittsburgha)     | Kingston Frontenacs (OHL)                            |
| 96  | Joe Palmer (G)         | USA        | Chicago Blackhawks                     | US National Team Development Program (USHL)          |
| 97  | Oskar Osala (LW)       | Finlandia  | Washington Capitals                    | Mississauga IceDogs (OHL)                            |
| 98  | James Delory (D)       | Kanada     | San Jose Sharks (fz Bostonu)           | Oshawa Generals (OHL)                                |
| 99  | James Reimer (G)       | Kanada     | Toronto Maple Leafs (z Columbus)       | Red Deer Rebels (WHL)                                |
| 100 | Rhett Rakhshani (RW)   | USA        | New York Islanders                     | US National Team Development Program (USHL)          |
| 101 | Joonas Lehtivuori (D)  | Finlandia  | Philadelphia Flyers                    | Tampereen Ilves                                      |
| 102 | Kyle Medvec (D)        | USA        | Minnesota Wild                         | Apple Valley High School (USHS-MN)                   |
| 103 | Michael Caruso (D)     | Kanada     | Florida Panthers                       | Guelph Storm (OHL)                                   |
| 104 | David Květoň (RW)      | Czechy     | New York Rangers (z Los Angeles)       | VHK Vsetín                                           |
| 105 | Niko Snellman (W)      | Finlandia  | Nashville Predators (z Atlanty)        | Tampereen Ilves                                      |
| 106 | Reto Berra (G)         | Szwajcaria | St. Louis Blues (z Toronto)            | GCK Zürich                                           |
| 107 | T.J. Miller (D)        | USA        | New Jersey Devils (z Vancouver)        | Penticton Vees (BCHL)                                |
| 108 | Jase Weslosky (G)      | Kanada     | New York Islanders (z Tampy Bay)       | Sherwood Park Crusaders (AJHL)                       |
| 109 | Jakub Kovář (G)        | Czechy     | Philadelphia Flyers (z Montrealu)      | HC Czeskie Budziejowice                              |
| 110 | Kevin Montgomery (D)   | USA        | Colorado Avalanche (z Edmonton)        | US National Team Development Program (NAHL)          |
| 111 | Korbinian Holzer (D)   | Niemcy     | Toronto Maple Leafs (z Colorado)       | EC Bad Tölz                                          |
| 112 | Matt Beleskey (LW)     | Kanada     | Anaheim Ducks                          | Belleville Bulls (OHL)                               |
| 113 | Ben Wright (D)         | Kanada     | Columbus Blue Jackets (z San Jose)     | Lethbridge Hurricanes (WHL)                          |
| 114 | Niclas Andersén (D)    | Szwecja    | Los Angeles Kings (z New York Rangers) | Leksands IF                                          |
| 115 | Tomáš Marcinko (C)     | Słowacja   | New York Islanders (z Phoenix)         | HC Košice                                            |
| 116 | Derrick LaPoint (D)    | USA        | Florida Panthers (z Nashville)         | Eau Claire North (USHS-WI)                           |
| 117 | Felix Schütz (C)       | Niemcy     | Buffalo Sabres                         | Saint John Sea Dogs (QMJHL)                          |
| 118 | Hugo Carpentier (C)    | Kanada     | Calgary Flames (z New Jersey)          | Rouyn-Noranda Huskies (QMJHL)                        |
| 119 | Doug Rogers (C)        | USA        | New York Islanders (z Calgary)         | Saint Sebastian’s School (Independent School League) |
| 120 | Richard Bachman (G)    | USA        | Dallas Stars                           | Cushing Academy (USHS-MA)                            |
| 121 | Pierre-Luc Lessard (D) | Kanada     | Ottawa Senators                        | Gatineau Olympiques (QMJHL)                          |
| 122 | Luke Lynes (C/LW)      | USA        | Washington Capitals (z Detroit)        | Brampton Battalion (OHL)                             |
| 123 | Bobby Hughes (C)       | Kanada     | Carolina Hurricanes                    | Kingston Frontenacs (OHL)                            |

### Runda 5
| #   | Zawodnik               | Narodowość | Drużyna NHL                            | Klub macierzysty                            |
| --- | ---------------------- | ---------- | -------------------------------------- | ------------------------------------------- |
| 124 | Andy Sackrison (C/LW)  | USA        | St. Louis Blues                        | St. Louis Park (USHS-MN)                    |
| 125 | Chad Johnson (G)       | Kanada     | Pittsburgh Penguins                    | University of Alaska Fairbanks (NCAA)       |
| 126 | Shane Sims (D)         | USA        | New York Islanders (z Chicago)         | Des Moines Buccaneers (USHL)                |
| 127 | Maxime Lacroix (LW)    | Kanada     | Washington Capitals                    | Quebec Remparts (QMJHL)                     |
| 128 | Andrew Bodnarchuk (D)  | Kanada     | Boston Bruins                          | Halifax Mooseheads (QMJHL)                  |
| 129 | Robert Nyholm (RW)     | Finlandia  | Columbus Blue Jackets                  | HIFK Hockey                                 |
| 130 | Brett Bennett (G)      | USA        | Phoenix Coyotes (z New York Islanders) | US National Team Development Program (NAHL) |
| 131 | Martin Látal (RW)      | Czechy     | Phoenix Coyotes                        | HC Kladno                                   |
| 132 | Niko Hovinen (G)       | Finlandia  | Minnesota Wild                         | Jokerit                                     |
| 133 | Bryan Pitton (G)       | Kanada     | Edmonton Oilers (z Floridy)            | Brampton Battalion (OHL)                    |
| 134 | David Meckler (C)      | USA        | Los Angeles Kings                      | Uniwersytet Yale (NCAA)                     |
| 135 | Alex Kangas (G)        | USA        | Atlanta Thrashers                      | Sioux Falls Stampede (USHL)                 |
| 136 | Nick Sucharski (LW)    | Kanada     | Columbus Blue Jackets (z Toronto)      | Uniwersytet Stanu Michigan (NCAA)           |
| 137 | Tomáš Záborský (W)     | Słowacja   | New York Rangers (z Vancouver)         | HC Dukla Trenczyn                           |
| 138 | David McIntyre (C)     | Kanada     | Dallas Stars (z Tampy Bay)             | Newmarket Hurricanes (OPJHL)                |
| 139 | Pawieł Walentienko (D) | Rosja      | Montreal Canadiens                     | Nieftiechimik Niżniekamsk                   |
| 140 | Cody Wild (D)          | USA        | Edmonton Oilers                        | Providence College (NCAA)                   |
| 141 | Kim Johansson (W)      | Szwecja    | New York Islanders (z Colorado)        | Malmö Redhawks                              |
| 142 | Maxim Frechette (D)    | Kanada     | Columbus Blue Jackets (z Anaheim)      | Drummondville Voltigeurs (QMJHL)            |
| 143 | Ashton Rome (RW)       | Kanada     | San Jose Sharks                        | Kamloops Blazers (WHL)                      |
| 144 | Martin Nolet (D)       | Kanada     | Los Angeles Kings (z New York Rangers) | Champlain Cougars (QJAAAHL)                 |
| 145 | Jon Rheault (RW)       | USA        | Philadelphia Flyers                    | Providence College (NCAA)                   |
| 146 | Mark Dekanich (G)      | Kanada     | Nashville Predators                    | Colgate University (NCAA)                   |
| 147 | Alex Biega (D)         | Kanada     | Buffalo Sabres                         | Salisbury (USHS-CN)                         |
| 148 | Olivier Magnan (D)     | Kanada     | New Jersey Devils                      | Rouyn-Noranda Huskies (QMJHL)               |
| 149 | Juuso Puustinen (RW)   | Finlandia  | Calgary Flames                         | KalPa Kuopio                                |
| 150 | Max Wärn (LW)          | Finlandia  | Dallas Stars                           | HIFK Hockey                                 |
| 151 | Ryan Daniels (G)       | Kanada     | Ottawa Senators                        | Saginaw Spirit (OHL)                        |
| 152 | Jordan Bendfeld (D)    | Kanada     | Phoenix Coyotoes (z Detroit)           | Medicine Hat Tigers (WHL)                   |
| 153 | Stefan Chaput (C)      | Kanada     | Carolina Hurricanes                    | Lewiston Maineiacs (QMJHL)                  |

### Runda 6
| #   | Zawodnik                   | Narodowość | Drużyna NHL                      | Klub macierzysty                            |
| --- | -------------------------- | ---------- | -------------------------------- | ------------------------------------------- |
| 154 | Matthew McCollem (LW)      | USA        | St. Louis Blues                  | Belmont Hill (Independent School League)    |
| 155 | Peter Aston (D)            | Kanada     | Florida Panthers (z Pittsburgha) | Windsor Spitfires (OHL)                     |
| 156 | Jan-Mikael Juutilainen (C) | Finlandia  | Chicago Blackhawks               | Jokerit                                     |
| 157 | Brent Gwidt (C)            | USA        | Washington Capitals              | Lakeland (USHS-WI)                          |
| 158 | Levi Nelson (C)            | Kanada     | Boston Bruins                    | Swift Current Broncos (WHL)                 |
| 159 | Jesse Dudas (D)            | Kanada     | Columbus Blue Jackets            | Prince George Cougars (WHL)                 |
| 160 | Andrew MacDonald (D)       | Kanada     | New York Islanders               | Moncton Wildcats (QMJHL)                    |
| 161 | Viktor Stålberg (LW)       | Szwecja    | Toronto Maple Leafs (z Phoenix)  | Frölunda HC                                 |
| 162 | Julian Walker (W)          | Szwajcaria | Minnesota Wild                   | EHC Basel                                   |
| 163 | Siergiej Szyrokow (W)      | Rosja      | Vancouver Canucks (z Floridy)    | CSKA Moskwa                                 |
| 164 | Constantin Braun (LW)      | Niemcy     | Los Angeles Kings                | Eisbären Berlin                             |
| 165 | Jonas Enlund (C)           | Finlandia  | Atlanta Thrashers                | HIFK Hockey                                 |
| 166 | Tyler Ruegsegger (C)       | USA        | Toronto Maple Leafs              | Shattuck-Saint Mary’s                       |
| 167 | Juraj Šimek (LW)           | Słowacja   | Vancouver Canucks                | Kloten Flyers                               |
| 168 | Dane Crowley (D)           | Kanada     | Tampa Bay Lightning              | Swift Current Broncos (WHL)                 |
| 169 | Chris Auger (C)            | Kanada     | Chicago Blackhawks (z Montrealu) | Wellington Dukes (OPJHL)                    |
| 170 | Aleksander Bumagin (LW)    | Rosja      | Edmonton Oilers                  | Łada Togliatti                              |
| 171 | Brian Day (RW)             | USA        | New York Islanders (z Colorado)  | Governor Dummer (Independent School League) |
| 172 | Petteri Wirtanen (C)       | Finlandia  | Anaheim Ducks                    | Hämeenlinnan Pallokerho                     |
| 173 | Stefan Ridderwall (G)      | Szwecja    | New York Islanders (z San Jose)  | Djurgårdens IF                              |
| 174 | Eric Hunter (C)            | Kanada     | New York Rangers                 | Prince George Cougars (WHL)                 |
| 175 | Michael Dupont (G)         | Szwajcaria | Philadelphia Flyers              | Baie-Comeau Drakkar (QMJHL)                 |
| 176 | Ryan Flynn (RW)            | USA        | Nashville Predators              | US National Team Development Program (NAHL) |
| 177 | Mathieu Perreault (C)      | Kanada     | Washington Capitals (z Buffalo)  | Acadie-Bathurst Titan (QMJHL)               |
| 178 | Tony Romano (C)            | USA        | New Jersey Devils                | New York Bobcats (AJHL)                     |
| 179 | Jordan Fulton (C)          | USA        | Calgary Flames                   | Breck (USHS-MN)                             |
| 180 | Leo Komarov (C)            | Finlandia  | Toronto Maple Leafs (z Dallas)   | Porin Ässät                                 |
| 181 | Kevin Koopman (D)          | Kanada     | Ottawa Senators                  | Beaver Valley Nitehawks (KIJHL)             |
| 182 | Jan Muršak (LW)            | Słowenia   | Detroit Red Wings                | HC Czeskie Budziejowice                     |
| 183 | Nick Dodge (RW)            | Kanada     | Carolina Hurricanes              | Clarkson University (NCAA)                  |

### Runda 7
| #   | Zawodnik                | Narodowość | Drużyna NHL                           | Klub macierzysty                   |
| --- | ----------------------- | ---------- | ------------------------------------- | ---------------------------------- |
| 184 | Alexander Hellstrom (D) | Szwecja    | St. Louis Blues                       | IF Björklöven                      |
| 185 | Timo Seppanen (D)       | Finlandia  | Pittsburgh Penguins                   | HIFK Hockey                        |
| 186 | Peter LeBlanc (C/LW)    | Kanada     | Chicago Blackhawks                    | Hamilton Red Wings (OPJHL)         |
| 187 | Devin DiDiomete (LW)    | Kanada     | Calgary Flames (z Washingtonu)        | Sudbury Wolves (OHL)               |
| 188 | Chris Frank (D)         | USA        | Phoenix Coyotes (z Bostonu)           | Western Michigan University (NCAA) |
| 189 | Derek Dorsett (RW)      | Kanada     | Columbus Blue Jackets                 | Medicine Hat Tigers (WHL)          |
| 190 | Troy Mattila (LW)       | USA        | New York Islanders                    | Springfield Jr. Blues (NAHL)       |
| 191 | Nick Oslund (RW)        | USA        | Detroit Red Wings (z Phoenix)         | Burnsville (USHS-MN)               |
| 192 | Chris Hickey (C)        | USA        | Minnesota Wild                        | Cretin-Derham Hall (USHS-MN)       |
| 193 | Marc Cheverie (G)       | Kanada     | Florida Panthers                      | Nanaimo Clippers (BCHL)            |
| 194 | Matt Marquardt (LW)     | Kanada     | Columbus Blue Jackets (z Los Angeles) | Moncton Wildcats (QMJHL)           |
| 195 | Jesse Martin (C)        | Kanada     | Atlanta Thrashers                     | Spruce Grove Saints (AJHL)         |
| 196 | Benn Ferriero (C/RW)    | USA        | Phoenix Coyotes (z Toronto)           | Boston College (NCAA)              |
| 197 | Evan Fuller (RW)        | Kanada     | Vancouver Canucks                     | Prince George Cougars (WHL)        |
| 198 | Dienis Kazionow (LW)    | Rosja      | Tampa Bay Lightning                   | HK MWD Bałaszycha                  |
| 199 | Cameron Cepek (D)       | USA        | Montreal Canadiens                    | Portland Winter Hawks (WHL)        |
| 200 | Artūrs Kulda (D)        | Łotwa      | Atlanta Thrashers (z Edmonton)        | CSKA Moskwa 2                      |
| 201 | Billy Sauer (G)         | USA        | Colorado Avalanche                    | Uniwersytet Michigan (NCAA)        |
| 202 | John McCarthy (LW)      | USA        | San Jose (z Anaheim)                  | Uniwersytet Bostoński (NCAA)       |
| 203 | Jay Barriball (F)       | USA        | San Jose Sharks                       | Sioux Falls Stampede (USHL)        |
| 204 | Lukas Zeliska (C)       | Słowacja   | New York Rangers                      | HC Oceláři Trzyniec                |
| 205 | Andriej Popow (RW)      | Rosja      | Philadelphia Flyers                   | Traktor Czelabińsk                 |
| 206 | Viktor Sjodin (W)       | Szwecja    | Nashville Predators                   | VIK Västerås HK                    |
| 207 | Benjamin Breault (C)    | Kanada     | Buffalo Sabres                        | Baie-Comeau Drakkar (QMJHL)        |
| 208 | Kyle Henegan (D)        | Kanada     | New Jersey Devils                     | Shawinigan Cataractes (QMJHL)      |
| 209 | Per Johnsson (F)        | Szwecja    | Calgary Flames                        | Färjestad BK                       |
| 210 | Will O’Neill (D)        | USA        | Atlanta Thrashers (z Dallas)          | Tabor Academy (NEPSAC)             |
| 211 | Erik Condra (RW)        | USA        | Ottawa Senators                       | Uniwersytet Notre Dame (NCAA)      |
| 212 | Logan Pyett (D)         | Kanada     | Detroit Red Wings                     | Regina Pats (WHL)                  |
| 213 | Justin Krueger (D)      | Niemcy     | Carolina Hurricanes                   | Penticton Vees (BCHL)              |